# Lucien Van Kersschaever
Lucien Van Kersschaever (Blankenberge, 15 januari 1939) is een Belgisch voormalige basketbalspeler en -coach.

## Carrière
Van Kersschaever begon zijn carrière bij BBC Blankenberge en verhuisde in 1957 naar VG Oostende. Met die club behaalde hij in 1962 de Belgische beker. In 1967 verhuisde hij naar Racing Mechelen, waarmee hij in 1969 landskampioen werd en in 1970 en 1971 de beker won. In het seizoen 1971-72 werd hij landskampioen met Bus Lier. Van Kersschaever speelde ook 109 maal voor de Belgische nationale ploeg. Hij nam driemaal deel aan het Europese kampioenschap basketbal.
In 1974 startte hij zijn trainerscarrière bij Sunair Oostende. Zijn grootste successen haalde hij bij Racing Maes Pils Mechelen waar hij coach was tussen 1983 en 1995. Hij behaalde met deze club zeven landstitels en vier bekers. Na tussen 1997 en 1999 het Nederlands basketbalteam gecoacht te hebben, keerde hij terug naar Oostende. Met die ploeg behaalde hij de Belgische beker.

## Erelijst

### als speler
- 2x Kampioen van België met Racing Mechelen (1968-69) en Bus Lier (1971-72)
- 3x Beker van België met VG Oostende) (1961-1962) en Racing Mechelen (1969-70 en 1970-71)

### als coach
- 7x Kampioen van België met Racing Maes Pils Mechelen (1986-87, 1988-89, 1989-90, 1990-91, 1991-92, 1992-93 en 1993-94)
- 5x Beker van België met Racing Maes Pils Mechelen (1986-87, 1989-90, 1992-93 en 1993-94) en Telindus Oostende (2000-01)
- 2x Basketcoach van het jaar (1989-90 en 1993-94)
- Lifetime Achievement Award van Pro Basketball League (2018)